# Serra de Santa Bàrbara
|  | No s'ha de confondre amb altres serres del mateix nom, vegeu serra de Santa Bàrbara (Guilleries). |

La Serra de Santa Bàrbara és una serra situada al municipi d'Algerri a la comarca de la Noguera, amb una elevació màxima de 493 metres.